# Mainz bleibt Mainz, wie es singt und lacht 2015
Mainz bleibt Mainz, wie es singt und lacht 2015 war die Jubiläumssendung zu 60 Jahre Fernseh-Fastnachtssitzung aus Mainz. Die Gemeinschaftssitzung von Mainzer Carneval-Verein, Mainzer Carneval Club, Gonsenheimer Carneval-Verein und Karneval-Club Kastel im Kurfürstlichen Schloss wurde am Freitag, dem 13. Februar 2015, von 20:15 Uhr bis 00:00 Uhr im Ersten ausgestrahlt. Das geplante Ende war um 23:55 Uhr.
Zum zweiten Mal stand Andreas Schmitt als Sitzungspräsident der Sitzung vor. In der Sendung wurde an den wenige Tage zuvor verstorbenen „Boten vom Bundestag“ Jürgen Dietz erinnert, der über 30 Jahre lang an der Fernsehsitzung teilgenommen hat.

## Auswahl der Programmpunkte
Im Vorfeld der Sitzung besuchten die beiden Programmverantwortlichen des SWR, Günther Dudek und Norbert Christ, zwölf Sitzungen der vier beteiligten Fastnachtsvereine, um die besten Vorträge aus diesen Sitzungen für die Sendung zu finden.

## Sitzungsverlauf
Nach dem Einmarsch der Garden eröffnete Sitzungspräsident Andreas Schmitt die Sitzung. In der Reihenfolge ihres Auftritts folgten:
- Schnorreswackler vom GCV sangen ein „Fastnachts-Potpourri“
- Friedrich Hofmann (MCC) als „Till“
- Hansi Greb (KCK) als „Hobbes“
- Lars Reichow mit „Die Fastnachtsthemen“
- Jürgen Wiesmann (MCC) als „Ernst Lustig“ und „Schwiegervater in spe“
- MCV-Ballett (TSV Schott) – Asien
- Hans-Peter Betz (GCV), als „Guddi Gutenberg“ (zum 15. Mal in dieser Rolle)
- Detlev Schönauer (KCK) als „Ein Mainzer Lehrer“
- Die Altrheinstromer (KCK) – „Kasperl-Theater“
- Andreas Schmitt als „Obermessdiener“

Am Ende seines Auftritts als „Obermessdiener“ hielt Sitzungspräsident Andreas Schmitt einen kurzen Nachruf auf Jürgen Dietz, den wenige Tage zuvor verstorbenen und durch seine regelmäßigen Auftritte als „Der Bote vom Bundestag“ bekannten Büttenredner. Danach stimmte Thomas Neger das Lied Im Schatten des Doms an.
- Thomas Neger (MCV) und das Ballett der Gonsenheimer Füsilier-Garde
- Martin Heininger und Christian Schier (GCV) – „Der Fastnachtscoach“
- Mainzer Hofsänger

Den meisten Spott von den Vortragsrednern musste sich der im Publikum anwesende GDL-Vorsitzende Claus Weselsky gefallen lassen. Aktuelle Themen waren unter anderem die seit drei Tagen gesperrte Schiersteiner Brücke und der Anschlag auf Charlie Hebdo (Je suis Charlie).
Obwohl vom Saalpublikum des Öfteren Zugaben gefordert wurden, gab es keine, da das Erste pünktlich um 00:10 Uhr mit der Übertragung eines Rennens der Alpinen Skiweltmeisterschaften 2015 beginnen wollte und davor noch die Tagesthemen sendete.
Bei einer Internet-Abstimmung der in der Mainzer Region ansässigen Verlagsgruppe Rhein Main, unter anderem Allgemeine Zeitung Mainz, wurden 3420 Stimmen abgegeben, wonach Detlev Schönauer mit seinem Mainzer Lehrer mit 23,8 % aller Stimmen den Sieg vor dem Duo Heininger und Schier (21,5 %) und Lars Reichow (13,7 %) erlangte.

## Gäste im Publikum
Vom Sitzungspräsidenten wurden während der Sendung folgende Persönlichkeiten begrüßt:
- Michael Ebling, Oberbürgermeister von Mainz
- Sven Gerich, Oberbürgermeister der Nachbarstadt Wiesbaden
- Peter Boudgoust, Intendant des SWR
- Herbert Bonewitz, Mainzer Urgestein der Fastnacht, war bereits bei der ersten Fernsehsitzung 1955 dabei
- Margit Sponheimer, als „goldisch Meenzer Mädsche“ gehörte sie ab 1965 für mehr als drei Jahrzehnte fest zum närrischen Programm der Fernsehfastnacht

Nachdem das Saalpublikum daraufhin »Am Rosenmontag bin ich geboren« anstimmte, „überredete“ Sitzungspräsident Schmitt Margit Sponheimer das Lied auf der Bühne zu singen.
- Malu Dreyer, Ministerpräsidentin von Rheinland-Pfalz mit Ehemann Klaus Jensen
- Winfried Kretschmann, Ministerpräsident von Baden-Württemberg
- Tarek Al-Wazir, Hessischer Minister für Wirtschaft, Energie, Verkehr und Landesentwicklung
- Hermann Gröhe, Bundesgesundheitsminister
- Julia Klöckner, CDU-Landesvorsitzende, diesmal in einem Kostüm als Landesgartenschau 2015[10]
- Roger Lewentz, Rheinland-Pfälzischer Innen- und Infrastrukturminister
- Wolfgang Niersbach, DFB-Präsident
- Harald Strutz, Präsident vom 1. FSV Mainz 05
- Eveline Lemke, Rheinland-Pfälzische Wirtschaftsministerin
- Peter Tauber, Bundestagsabgeordneter und Generalsekretär der CDU
- Thorsten Schäfer-Gümbel, Fraktionsvorsitzender und Vorsitzender der hessischen SPD sowie stellvertretender Bundesvorsitzender der SPD
- Armin Laschet, Fraktionsvorsitzender und Vorsitzender der CDU Nordrhein-Westfalen sowie stellvertretender Bundesvorsitzender der CDU

## Übertragung
Für die Übertragung der Sitzung zu ihrem 60. Jubiläum wurden zehn HD-Kameras sowie eine Flycam verwendet. Der Ton wurde im 5.1 aufgenommen. Zusätzlich zur Liveübertragung im Ersten gab es einen Livestream im Internet. Die Zuschauer wurden aufgefordert, Bilder von sich zu schicken, wo diese die Übertragung sehen. Darunter waren Österreich mit Wien, die Schweiz mit Zürich, Israel, Edinburgh, Kanada, Kalifornien und Sri Lanka.
Ab 20:15 Uhr sahen im Schnitt 6,37 Millionen (22,4 Prozent Marktanteil) die drei Stunden und 45 Minuten lange Sitzung. Sie war damit Tagesquotensieger vor der ZDF-Krimireihe „Der Staatsanwalt“ (4,73 Mio.; 14,6 %) und „Wer wird Millionär?“ (RTL) (4,62 Mio.; 14,3 %). Im Vorjahr lag die Zuschauerzahl bei 5,70 Millionen (21,1 %). 2013 hatte die Sitzung ebenfalls etwa 6,4 Millionen Fans, 2012 nur etwa 5,9 Millionen, vor zehn Jahren noch fast acht Millionen.
Das SWR Fernsehen wiederholte die Sitzung am Tag danach.

## Berichterstattung

### Vorher
Bereits ab 18 Uhr gab es eine Vorberichterstattung „Live vom Roten Teppich“ im Internet als Livestream. Als Moderator befragte Sven Hieronymus die vorbeilaufenden Publikumsgäste.

### Nachher
Das SWR Fernsehen sendete einen Tag später eine 30-minütige Dokumentation „Mainz bleibt Mainz – der närrische Abend im Schloss“ in der ebenfalls das Publikum und die Programmmacher interviewt wurden.